# Clydonodozus punctulatus
Clydonodozus punctulatus är en tvåvingeart som beskrevs av Günther Enderlein 1912.
Clydonodozus punctulatus ingår i släktet Clydonodozus och familjen småharkrankar. Inga underarter finns listade i Catalogue of Life.